# 阿久比インターチェンジ
阿久比インターチェンジ（あぐいインターチェンジ）は、愛知県知多郡阿久比町にある知多半島道路のインターチェンジ。

## 道路
- E87 知多半島道路

## 歴史
- 1970年（昭和45年）7月15日 - 日本道路公団管理として阿久比IC・半田IC間供用開始[1]。
- 1971年（昭和46年）7月15日 - 大高IC・阿久比IC間供用開始[1]。
- 1983年（昭和58年）6月1日 - 日本道路公団から愛知県道路公社に移管[2]。
- 1990年（平成2年）4月26日 - 阿久比ICをふくむ大府IC・阿久比PA間15.8 km 4車線化供用開始[2]。
- 2016年（平成28年）10月1日 - 愛知県道路公社から愛知道路コンセッションに移管。

## 接続する道路
- 愛知県道46号西尾知多線

## 料金所

### 入口
- レーン数：2
  - ETC専用：1
  - 一般：1

### 出口
- レーン数：4
  - ETC専用：1
  - 一般：3

## 周辺
- 名鉄河和線 坂部駅
- キクテック中部事業所
- ピアゴ阿久比北店

## 隣
E87 知多半島道路
東浦知多IC - 阿久比IC - 阿久比PA - 半田中央JCT/IC